# Cufercalhütte
Die Cufercalhütte ist eine Berghütte der Sektion Rätia des Schweizer Alpen-Clubs (SAC) im Kanton Graubünden auf 2384 m ü. M. in den Adula-Alpen.
Die 1937 aus Bruchsteinmauerwerk erbaute Hütte steht auf dem Gebiet der Gemeinde Andeer nördlich von Sufers südwestlich des Piz Vizan am Südfuss des Piz Calandari. Die Hütte bietet 23 Schlafplätze im Sommer und ist von Juni bis Mitte Oktober bewartet. Ein Schutzraum bietet im Winter Platz für sechs Personen.
In dieser Region wurde 1954 mit der Wiederansiedlung des Steinbocks der Grundstein für die heutige Steinbockkolonie gelegt.

## Zustiege
- Direkt vom Dorf Sufers via Lai da Vons oder Glattenberg
- Vom Schams (z. B. Andeer) via Pastgaglias, Caritsch

## Übergänge
- Farcletta digl Lai Pintg – Alp Anarosa – Wergenstein
- Farcletta digl Lai Pintg – Alp Anarosa – Carnusapass (Lai da Scotga) – Glaspass
- Farcletta digl Lai Pintg – Alp Anarosa – Alp Tumpriv – Piz Beverin
- Farcletta digl Lai Pintg – Farcletta digl Lai Grand – Alperschälli – Turrahus (Thalkirch, Safien)

## Nachweis
1. 1 2  Lage und Höhe bei «geo.admin.ch».